# MLS SuperDraft
L'MLS SuperDraft è un evento annuale che si svolge nel mese di gennaio, in cui le squadre della Major League Soccer possono scegliere alcuni calciatori per integrare le loro rose.
Esso è diviso in diversi round in cui ogni squadra, a turno, sceglie un calciatore. L'ordine è stabilito a priori e deriva dalle posizioni delle squadre nel campionato precedente, in ordine inverso rispetto alla classifica della stagione regolare; le squadre possono però accordarsi per scambiarsi i turni inserendo in tali trattative contropartite economiche o tecniche.

## Storia
L'MLS SuperDraft è nato nel 2000 dalla fusione del College Draft con il Supplemental Draft, il primo riguardava i giocatori appena diplomati nei college, mentre il secondo gli altri giocatori liberi. Ad oggi il Draft è considerato un sistema secondario per lo sviluppo dei giovani calciatori, rispetto alla creazione di veri e propri settori giovanili strutturati per ciascun club. In determinate occasioni vengono organizzati degli altri Drafts, aggiuntivi al SuperDrafts: quando la lega si espande i nuovi club hanno diritto a scegliere alcuni giocatori tramite gli Expansion Drafts; allo stesso modo sono stati organizzati dei Dispersal Drafts per riassegnare i giocatori dei club che hanno abbandonato la lega.

## Calciatori selezionabili
Sebbene l'MLS sia un campionato che comprende squadre degli Stati Uniti e del Canada, solo i calciatori provenienti dai college americani sotto l'egida della National Collegiate Athletic Association sono selezionabili nel draft. I canadesi sono pertanto esclusi nonostante ci siano stati alcuni tentativi di inclusione risalenti al 2010 o al 2012.

## Regole della selezione
La procedura di svolgimento del draft ricorda l'analogo procedimento del Draft NFL. Di seguito sono riportate le regole dell'edizione 2014:
1. a qualsiasi club appena creato spetta la prima scelta; se c'è più di un nuovo club si procede con il lancio della monetina;
2. le squadre che non hanno disputato i play-off sono ordinate in base ai risultati della stagione regolare;
3. le squadre che hanno disputato i play-off sono ordinate in base a quale turno sono state eliminate;
4. al vincitore della MLS Cup è riservata l'ultima selezione, mentre al finalista perdente spetta la penultima selezione;
5. le restanti posizioni sono risolte attraverso il computo della differenza reti, il numero di gol fatti e il numero di gol subiti.

| Situazione                        | Ordine di scelta |
| --------------------------------- | ---------------- |
| Squadre non disputanti i play-off | 1-9              |
| Squadre eliminate al primo turno  | 10-11            |
| Squadre eliminate ai quarti       | 12-15            |
| Squadre eliminate in semifinale   | 16-17            |
| Finalista della MLS Cup           | 18               |
| Vincitore della MLS Cup           | 19               |